# Avusrennen 1937

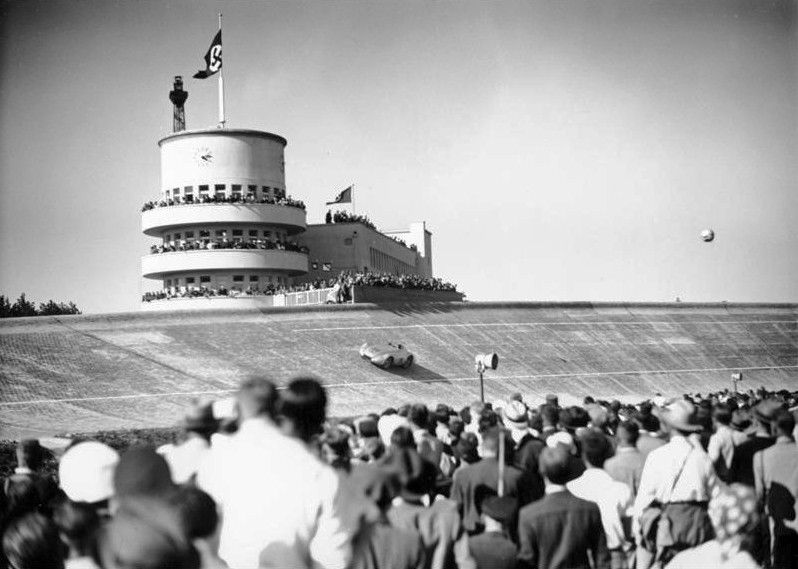
Vista sulla Nordkurve durante l'evento

L'Avusrennen 1937 è stata l'ottava prova della stagione 1937 del Campionato europeo di automobilismo e sesta ed ultima edizione dell'Avusrennen.
La gara si è corsa il 30 maggio 1937 sull'AVUS, ed è stata vinta dal tedesco Hermann Lang su Mercedes-Benz, al suo primo ed unico successo nella competizione; Lang ha preceduto all'arrivo i connazionali Ernst von Delius su Auto Union dell'omonima scuderia e il compagno di squadra Rudolf Hasse.

## La vigilia
Nel 1936 non si era tenuta alcuna gara sul circuito dell'AVUS, ma nel 1937 l'evento è tornato sul tracciato ricostruito. Una caratteristica importante era ora la nuova Nordschleife con il suo imponente "muro della morte", inclinato di 43,6 gradi, che consentiva velocità sul giro più elevate rispetto a prima e sostituiva la vecchia curva ampia all'estremità nord. Grazie ai due lunghi rettilinei, l'AVUS era l'unico circuito al mondo che permetteva ad un'auto da corsa di dimostrare appieno la sua velocità massima. Il circuito autostradale si era già affermato come il circuito più veloce del mondo, quando Fagioli aveva vinto la gara del 1935 alla velocità di 238,5 km/h, velocità molto più veloce rispetto a quella registrata sui circuiti di Indianapolis (175,5 km/h nel 1936), Tripoli (213,5 km/h nel 1937) e Brooklands (con il record sul giro di John Cobb a 230,8 km/h).
L'evento si sarebbe svolto in due minigare da sette giri, con i quattro migliori di ogni minigara che accedevano alla finale e, in più, è stato imposto il divieto di cambiare pilota durante la gara (regola prevista al tempo nei Gran Premi).
Tra i partecipanti alla gara, nella lista è assente Hans Stuck, che aveva portato un'auto dell'Auto Union al Gran Premio di Rio de Janeiro, perdendosi sia questo appuntamento che l'Eifelrennen, mentre era presente la maggior parte degli altri piloti delle scuderie tedesche. Entrambe le scuderie hanno lavorato moltissimo proprio per questa gara di Formula Libre, costruendo speciali streamliner, sviluppati a partire dalle loro auto da record di velocità con le stesse scuderie che hanno effettuato diverse sessioni di test pre-gara.
L'Auto Union iscrive due auto da record di velocità ricostruite e due normali vetture Type C. Caracciola corre con il nuovo streamliner basato sia sull'auto da record di velocità che sulla vettura da GP del 1937. Manfred von Brauchitsch fa ricostruire un'auto del 1936 in uno streamliner con il famigerato motore Mercedes V12 DAB da 700 CV, al suo debutto in gara. Il conte calabrese Zehender possedeva un'altra delle combinazioni W25 con un motore V12 che questa volta è rivestito di una carrozzeria normale. Lang, invece, ha fatto ricostruire un'auto da record di velocità del 1936 con passo lungo e motore 8 cilindri in linea. A causa del timore che le carrozzerie aerodinamiche avrebbero potuto aumentare l'usura degli pneumatici a causa del peso e del surriscaldamento, la Mercedes iscrive anche una normale auto da GP del 1937, guidata dal britannico Seaman: quest'auto aveva una velocità massima inferiore di 25 km/h rispetto alle aerodinamiche.
A completare la lista ci hanno pensato tre iscrizioni, la prima con un'Alfa Romeo privata e le altre due con due Maserati private.

### Elenco degli iscritti
| Scuderia               | Costruttore   | Telaio                  | Motore                                                      | Gomme | Nº | Piloti                     |
| ---------------------- | ------------- | ----------------------- | ----------------------------------------------------------- | ----- | -- | -------------------------- |
| Auto Union AG          | Auto Union    | Auto Union C            | Auto Union 6.0L V16 Compressore streamliner                 | C     | 31 | Bernd Rosemeyer            |
| Auto Union AG          | Auto Union    | Auto Union C            | Auto Union 6.0L V16 Compressore streamliner                 | C     | 33 | Luigi Fagioli              |
| Auto Union AG          | Auto Union    | Auto Union C            | Auto Union 6.0L V16 Compressore                             | C     | 32 | Ernst von Delius           |
| Auto Union AG          | Auto Union    | Auto Union C            | Auto Union 6.0L V16 Compressore                             | C     | 34 | Rudolf Hasse               |
| Daimler-Benz AG        | Mercedes-Benz | Mercedes-Benz W125      | Mercedes-Benz 5.7L I8 Compressore streamliner               | C     | 35 | Rudolf Caracciola          |
| Daimler-Benz AG        | Mercedes-Benz | Mercedes-Benz W125      | Mercedes-Benz 5.7L I8 Compressore                           | C     | 38 | Richard Seaman             |
| Daimler-Benz AG        | Mercedes-Benz | Mercedes-Benz W25K-DAB  | Auto Union 5.6L V12 Compressore streamliner                 | C     | 36 | Manfred von Brauchitsch    |
| Daimler-Benz AG        | Mercedes-Benz | Mercedes-Benz W25K-DAB  | Auto Union 5.6L V12 Compressore                             | C     | 39 | Conte Goffredo Zehender    |
| Daimler-Benz AG        | Mercedes-Benz | Mercedes-Benz W25K-M125 | Auto Union 5.6L V12 Compressore streamliner (modello lungo) | C     | 37 | Hermann Lang               |
| Scuderia Ferrari       | Alfa Romeo    | Alfa Romeo Tipo 12C-36  | Alfa Romeo 4.1L V12 Compressore                             | E     | 40 | Tazio Nuvolari             |
| Scuderia Ferrari       | Alfa Romeo    | Alfa Romeo Tipo 12C-36  | Alfa Romeo 4.1L V12 Compressore                             | E     | 41 | Marchese Antonio Brivio    |
| Scuderia Ferrari       | Alfa Romeo    | Alfa Romeo Tipo 12C-36  | Alfa Romeo 4.1L V12 Compressore                             | E     | 42 | Nino Farina                |
| T. Cholmondeley-Tapper | Maserati      | Maserati 8CM            | Maserati 3.0L I8 Compressore                                |       | 43 | Thomas Cholmondeley-Tapper |
| R. Balestrero          | Alfa Romeo    | Alfa Romeo Tipo B/P3    | Alfa Romeo I8 Compressore                                   |       | 44 | Renato Balestrero          |
| E. Bianco              | Maserati      | Maserati 8CM            | Maserati 3.0L I8 Compressore                                |       | 45 | Ettore Bianco              |
|                        |               |                         |                                                             |       | 46 | ?                          |
| L. Hartmann            | Maserati      | Maserati 8CM            | Maserati 3.0L I8 Compressore                                |       | 47 | László Hartmann            |
| L. Soffietti           | Maserati      | Maserati 8CM            | Maserati 3.0L I8 Compressore                                |       | 48 | Luigi Soffietti            |

## Gara 1

### Qualifiche
Le qualifiche della prima minigara non inizia nel migliore dei modi: la monoposto di Lang, dotata di copriruota mentre sfrecciava a 390 km/h sul rettilineo, l'aria rimane intrappolata sotto la vettura, sollevando le ruote anteriori da terra! Per fortuna, il pilota ha mantenuto la calma ed è riuscito alla fine a riportare le ruote a posto. Lang, scosso, chiede che i copriruota venissero rimossi prima della gara. A peggiorare le cose, Zehender perde l'occasione di debuttare in Mercedes, facendo esplodere il motore DAB a 12 cilindri.
Durante le qualifiche, valide per la seconda gara e la gara finale, Rosemeyer segna un giro di 4:04.2 (alla velocità di 284,31 km/h), ma il miglior tempo ufficiale e la pole position sono andate a Fagioli con 4:08.2. Prima delle qualifiche, Neubauer aveva comunicato agli organizzatori che se Fagioli e Caracciola fossero stati sorteggiati nella stessa minigara, la Mercedes non avrebbe corso. Fortunatamente, dato che Fagioli è stato il più veloce e Caracciola si è qualificato solo il quarto, non ci sono stati problemi.

#### Risultati
Nella sessione di qualifica si è avuta questa situazione:
| Pos | Nº | Pilota            | Costruttore   | Tempo       | Griglia |
| --- | -- | ----------------- | ------------- | ----------- | ------- |
| 1   | 31 | Bernd Rosemeyer   | Auto Union    | 4'09"2      | 1       |
| 2   | 35 | Rudolf Caracciola | Mercedes-Benz | 4'15"2      | 2       |
| 3   | 32 | Ernst von Delius  | Auto Union    | 4'25"2      | 3       |
| 4   | 38 | Richard Seaman    | Mercedes-Benz | 4'29"4      | 4       |
| 5   | 39 | Goffredo Zehender | Mercedes-Benz | senza tempo | 5       |
| 6   | 44 | Renato Balestrero | Alfa Romeo    | senza tempo | 6       |

### Gara
Posizionamento dei piloti alla partenza della gara.
| Prima fila   | 2 Pos.                          | 1 Pos.                      |
| ------------ | ------------------------------- | --------------------------- |
|              | Rudolf Caracciola Mercedes-Benz | Bernd Rosemeyer Auto Union  |
| Seconda fila | 4 Pos.                          | 3 Pos.                      |
|              | Richard Seaman Mercedes-Benz    | Ernst von Delius Auto Union |
| Terza fila   | 6 Pos.                          | 5 Pos.                      |
|              | Renato Balestrero Alfa Romeo    | *                           |

### Resoconto
I nazionalsocialisti, naturalmente, hanno trasformato l'AVUS Rennen in un grande spettacolo di propaganda. L'evento si è svolto sotto il patrocinio del Ministro della Propaganda Joseph Goebbels mentre la Brigata Motorizzata NSSK di Berlino ha ricevuto l'ordine di organizzare la gara. Grazie a un tempo splendido, una folla di circa 300-400.000 persone si è radunato all'AVUS di Berlino, nel quartiere del Grunewald, per la gara, una gara che è diventata il simbolo di un'intera epoca automobilistica. Dopo aver visto il britannico Martin vincere nella classe Voiturette, era il momento delle auto di grossa cilindrata. La gara si è svolta in due minigare da sette giri più una finale di otto giri e non erano consentiti cambi pilota tra le minigare e la finale.
I piloti avrebbero ricevuto ingenti premi in denaro, con un totale insolitamente elevato di 36.200 Reichsmark: nello specifico, il vincitore della gara avrebbe ricevuto 12.000 marchi per la vittoria della gara finale, a condizione che vincesse anche la sua minigara mentre i vincitori delle minigare avrebbero ricevuto 2.000 marchi di premio, il secondo classificato solo la metà, cioè 1.000 marchi. Si sono fatte molte speculazioni sulle gomme e i team hanno ideato una strategia per un pit stop dopo soli 3 giri. Alle 15:00 le 5 vetture si sono schierate sulla griglia di partenza.
Le vetture GP più leggere hanno avuto la migliore partenza, con von Delius in testa seguito da Seaman. Poi sono arrivate le streamliner che hanno superato le GP sul rettilineo, solo per essere nuovamente sorpassate nella Südschliefe, dove le GP avevano la meglio. Dopo un giro, von Delius aveva accumulato un vantaggio di 6 secondi su Seaman, Rosemeyer e Caracciola mentre l'Alfa di Balestero è già a 1 minuti e 47 secondi di distacco.
Ora è il momento per Rosemeyer con la sua streamliner di superare gli altri sul rettilineo e prendere il comando della gara. All'arrivo alla Nordkurve, von Delius, a bordo della vettura più veloce in curva, ha cercato di riconquistare la prima posizione su Rosemeyer, senza riuscirci.
Dopo due giri, Rosemeyer è in testa, seguito da vicino da von Delius e Seaman e con Caracciola a 4 secondi di distacco. La situazione si è ripetuta al terzo giro, ma al quarto Caracciola ha portato la sua streamliner al secondo posto. Tutte le vetture sono ancora molto vicine tra loro, tranne Balestero, che era già stato doppiato. La gara, in più, era iniziata a ritmo lento per preservare le gomme, con tempi sul giro da 5 minuti a 4 minuti e 40 secondi, ma al quinto giro è iniziata la vera sfida tra Rosemeyer e Caracciola, con quest'ultimo che ha preso il comando staccando il connazionale Rosemeyer in grande stile davanti alla Nordkurve con i tempi sul giro che sono scesi a 4 minuti e 33 secondi. La folla di spettatori è saltata in piedi per l'emozione mentre le auto aerodinamiche si sorpassavano e risuperavano fino a 5 volte al giro, sfruttando le scie a 380 km/h sui rettilinei, con i piloti che bilanciavano abilmente le loro auto attraverso la pericolosa Nordschleife a 180 km/h.
Al sesto giro i tempi sono scesi a 4 minuti e 27 secondi, ma von Delius e Seaman sono riusciti comunque a resistere alla pressione della gara.
All'inizio del settimo ed ultimo giro, le quattro auto erano separate da soli 3 secondi, con Caracciola in testa. Ma poi la gara è stata solo tra Caracciola e Rosemeyer lasciandosi alle spalle le monoposto GP. Rosemeyer guadagna rapidamente terreno su Caracciola e, nella Nordschliefe, vanno ruota a ruota.
Con lo slancio guadagnato, Caracciola lancia la vettura sul traguardo con 0,7 secondi di vantaggio su Rosemeyer, vincendo la prima minigara dell'appuntamento berlinese.
Per la cronaca, nessun pilota ha effettuato un pit stop durante la gara, dato che la partenza lenta aveva salvato le gomme. Alla fine della minigara, la vettura di Rosemeyer funzionava con soli 13 cilindri e gli occhiali del pilota erano quasi inutilizzabili a causa dell'olio ma, nonostante ciò, aveva completato l'ultimo giro con un incredibile tempo di 4 minuti e 11,2 secondi, aggiudicandosi perciò il giro veloce di Gara 1, alla velocità di 276,39 km/h, il giro più veloce mai effettuato in una gara di formula fino a quel tempo (e si sarebbe dovuto aspettare ben 34 anni prima che tali velocità si vedessero alla 500 Miglia di Indianapolis).

#### Risultati
Risultati finali della gara.
| Pos | Nº | Pilota                     | Costruttore   | Giri | Tempo/Ritiro       | Griglia |
| --- | -- | -------------------------- | ------------- | ---- | ------------------ | ------- |
| 1   | 35 | Rudolf Caracciola          | Mercedes-Benz | 7    | 32'29"3            | 2       |
| 2   | 31 | Bernd Rosemeyer            | Auto Union    | 7    | +0"7               | 1       |
| 3   | 32 | Ernst von Delius           | Auto Union    | 7    | +7"9               | 3       |
| 4   | 38 | Richard Seaman             | Mercedes-Benz | 7    | +19"1              | 4       |
| 5   | 44 | Renato Balestrero          | Alfa Romeo    | 5    | +2 giri            | 6       |
| NP  | 39 | Goffredo Zehender          | Mercedes-Benz | 0    | Vettura non pronta | 5       |
| NP  | 45 | Ettore Bianco              | Maserati      | 0    |                    | -       |
| NA  | 40 | Tazio Nuvolari             | Alfa Romeo    | 0    | Ritiro             | -       |
| NA  | 41 | Antonio Brivio             | Alfa Romeo    | 0    | Ritiro             | -       |
| NA  | 42 | Nino Farina                | Alfa Romeo    | 0    | Ritiro             | -       |
| NA  | 43 | Thomas Cholmondeley-Tapper | Maserati      | 0    | Non è arrivato     | -       |
| NA  | 46 | ?                          |               | 0    | Non è arrivato     | -       |

## Gara 2

### Qualifiche

#### Risultati
Nella sessione di qualifica si è avuta questa situazione:
| Pos | Nº | Pilota                  | Costruttore   | Tempo       | Griglia |
| --- | -- | ----------------------- | ------------- | ----------- | ------- |
| 1   | 33 | Luigi Fagioli           | Auto Union    | 4'08"2      | 1       |
| 2   | 36 | Manfred von Brauchitsch | Mercedes-Benz | 4'12"4      | 2       |
| 3   | 37 | Hermann Lang            | Mercedes-Benz | 4'19"1      | 3       |
| 4   | 38 | Rudolf Hasse            | Auto Union    | 4'20"0      | 4       |
| 5   | 44 | László Hartmann         | Maserati      | senza tempo | 5       |
| 6   | 48 | Luigi Soffietti         | Maserati      | senza tempo | 6       |

### Gara
Posizionamento dei piloti alla partenza della gara.
| Prima fila   | 2 Pos.                                | 1 Pos.                     |
| ------------ | ------------------------------------- | -------------------------- |
|              | Manfred von Brauchitsch Mercedes-Benz | Luigi Fagioli Auto Union   |
| Seconda fila | 4 Pos.                                | 3 Pos.                     |
|              | Rudolf Hasse Auto Union               | Hermann Lang Mercedes-Benz |
| Terza fila   | 6 Pos.                                | 5 Pos.                     |
|              | Luigi Soffietti Maserati              | László Hartmann Maserati   |

#### Resoconto
Alle 15:50 è iniziata la seconda minigara. Questa minigara si è aperta con un ritmo molto più serrato e veloce della prima con Hasse, al volante della sua monoposto, che prende il comando, ma Fagioli lo supera prima del Nordschleife e ha completa il primo giro in 4 minuti e 40,1 secondi. I tedeschi Lang, Hasse e von Brauchitsch lo seguono da vicino mentre l'ungherese Hartmann è ad 1 minuto e mezzo di distanza e, infine, Soffietti a quasi 2 minuti di distacco. All'uscita dal "muro della morte", Fagioli sfiora il bordo erboso destro, sollevando una nuvola di polvere tra l'entusiasmo del pubblico ma successivamente inizia a soffrire dei problemi al cambio e così von Brauchitsch passa in testa alla gara dopo 2 giri, seguito dagli altri, con i tempi già scesi a 4 minuti e 22 secondi.
Lang era il leader successivo, completando il terzo giro in 4 minuti e 17,2 secondi, con Hasse che non riesce a stargli dietro perdendo 14 secondi con la sua monoposto. Dopo tre giri, Soffietti è già a un giro di distanza dagli altri concorrenti mentre al quarto giro i tre streamliner erano ancora vicini, e ora il ritmo si faceva davvero sentire.
Dopo aver fatto un tempo di 4 minuti e 17 secondi, Fagioli si ritira a causa dell'inceppamento della leva del cambio causato da un guasto alla trasmissione insieme a Lang, il quale ha avuto uno scoppio di uno pneumatico a causa dell'alta velocità. Fortunatamente la vettura è rimasta stabile e solo quando Lang ha frenato per raggiungere il deposito di emergenza della curva sud per la sostituzione di una ruota ha avuto problemi.
Von Brauchitsch è ora da solo in testa, rallentando a 4 minuti e 26 secondi al giro successivo. Hasse e Seaman hanno seguito rispettivamente a 38 secondi e 73 secondi di distacco. Al sesto giro, Soffietti è stato doppiato per la seconda volta, facendo un giro di 7 minuti contro i 4 e 42 del pilota della Mercedes mentre, nel frattempo, Hasse ha ridotto il distacco a 26 secondi e Lang a 45 secondi.
Von Brauchitsch, alla fine, taglia il traguardo con calma dopo il settimo giro, ma a 20 secondi da lui si è verificato un dramma: l'ultimo giro di Lang si è quasi concluso con il miglior tempo di Rosemeyer nella prima minigara, quando ha raggiunto Hasse nella Nordschleife, portando la Mercedes vicino alla ruota posteriore sinistra dell'Auto Union. In uscita dalla curva, Hasse ha spostato la sua auto a sinistra e Lang ha dovuto frenare per evitare una catastrofe. In seguito, Hasse si è scusato col connazionale, spiegando di non aver visto la Mercedes. Quarto si classifica Hartmann, che aveva avuto anche lui un momento di difficoltà nella sezione sopraelevata, quando l'ungherese aveva superato la linea bianca superiore, toccando il bordo verticale superiore ed essendo stato sbalzato giù dalla sopraelevata, riuscendo miracolosamente a salvare la sua auto da questa picchiata di potenza. Infine, dopo una lunga agonia e moltissime volte doppiato, arriva l'italiano Soffietti in quinta e ultima posizione.

#### Risultati
Risultati finali della gara.
| Pos | Nº | Pilota                  | Costruttore   | Giri | Tempo/Ritiro | Griglia |
| --- | -- | ----------------------- | ------------- | ---- | ------------ | ------- |
| 1   | 36 | Manfred von Brauchitsch | Mercedes-Benz | 7    | 31'32"6      | 2       |
| 2   | 34 | Rudolf Hasse            | Auto Union    | 7    | +21"1        | 4       |
| 3   | 37 | Hermann Lang            | Mercedes-Benz | 7    | +21"7        | 3       |
| 4   | 47 | László Hartmann         | Maserati      | 6    | +1 giro      | 5       |
| 5   | 48 | Luigi Soffietti         | Maserati      | 5    | +2 giri      | 6       |
| Rit | 33 | Luigi Fagioli           | Auto Union    | 4    | Trasmissione | 1       |

## Gara finale

### Qualifiche

#### Risultati
Nella sessione di qualifica si è avuta questa situazione:
| Pos | Nº | Pilota                  | Costruttore   | Tempo       | Griglia |
| --- | -- | ----------------------- | ------------- | ----------- | ------- |
| 1   | 36 | Manfred von Brauchitsch | Mercedes-Benz | senza tempo | 1       |
| 2   | 35 | Rudolf Caracciola       | Mercedes-Benz | senza tempo | 2       |
| 3   | 37 | Hermann Lang            | Mercedes-Benz | senza tempo | 3       |
| 4   | 31 | Benrd Rosemeyer         | Auto Union    | senza tempo | 4       |
| 5   | 34 | Rudolf Hasse            | Auto Union    | senza tempo | 5       |
| 6   | 32 | Ernst von Delius        | Auto Union    | senza tempo | 6       |
| 7   | 38 | Richard Seaman          | Mercedes-Benz | senza tempo | 7       |
| 8   | 47 | László Hartmann         | Maserati      | senza tempo | 8       |

### Gara

#### Griglia di partenza
Posizionamento dei piloti alla partenza della gara.
| Prima fila   | 2 Pos.                          | 1 Pos.                                |
| ------------ | ------------------------------- | ------------------------------------- |
|              | Rudolf Caracciola Mercedes-Benz | Manfred von Brauchitsch Mercedes-Benz |
| Seconda fila | 4 Pos.                          | 3 Pos.                                |
|              | Bernd Rosemeyer Auto Union      | Hermann Lang Mercedes-Benz            |
| Terza fila   | 6 Pos.                          | 5 Pos.                                |
|              | Ernst von Delius Auto Union     | Rudolf Hasse Auto Union               |
| Quarta fila  | 8 Pos.                          | 7 Pos.                                |
|              | László Hartmann Maserati        | Richard Seaman Mercedes-Benz          |

#### Resoconto

Una miniatura che mostra la Mercedes-Benz W25K-M125 numero 27 guidata da Hermann Lang inseguita dalla Auto Union C numero 32 guidata da Ernst von Delius

A causa di un reclamo da parte del direttore di gara Neubauer, Rudolf Hasse è stato piazzato dietro a Lang in griglia.
Il meccanico dell'Auto Union Ludwig Sebastian non è riuscito a sostituire la guarnizione della testata della vettura di Rosemeyer nelle due ore di intervallo tra la seconda minigara e la finale costringendo il tedesco, che correva con un motore a 13 cilindri, ad essere penalizzato prima della partenza.
Quando la gara finale è iniziata alle 17:45, la strategia del team Mercedes era chiara: Caracciola e Seaman avrebbero dovuto dare il massimo ed effettuare poi un pit stop mentre gli altri avrebbero dovuto provare a fare una gara senza soste. Così Caracciola ha immediatamente preso il controllo della gara e ha cercato di guadagnare terreno sugli avversari. Dopo solo mezzo giro, von Brauchitsch è arrivato lentamente parcheggiando la sua Mercedes sull'erba di fronte ai box. All'interno dello streamliner faceva così caldo che un tubo dell'olio saldato al cambio si è staccato a causa della fusione della saldatura.
Caracciola ha guidato il primo giro con un tempo di 4 minuti e 33 secondi, mentre Rosemeyer è in testa al resto del gruppo con 8 secondi di ritardo.
Al secondo giro il ritmo è già sceso a 4 minuti e 19 secondi. La situazione era la stessa di prima: Caracciola, poi Rosemeyer, Lang, Seaman, von Delius e Hasse insieme, con la Maserati di Hartmann a 3 minuti e mezzo di distanza.
Rosemeyer, però, aveva già distrutto le gomme ed è costretto a fermarsi per sostituire la posteriore destra al deposito di emergenza nel South Loop, con Lang che prende il comando della gara. Il britannico Seaman, intanto, tiene il passo di Lang spingendo a tutto gas, perdendo terreno sul rettilineo e guadagnando in curva. La pesante aerodinamica di Lang è di circa 40 km/h più veloce sul rettilineo, ma Seaman, sulla vettura scoperta più leggera, riusciva a frenare più tardi. Il terzo giro si conclude in 4 minuti e 18 secondi, ma poi improvvisamente Caracciola si ritira per lo stesso problema che aveva subito poco fa von Brauchitsch.
A questo punto Lang è il primo a tagliare il traguardo, seguito dal pilota dell'Auto Union von Delius. A 18 secondi da loro arrivano Hasse e Seaman, poi Hartmann, che era indietro di un giro, e infine Rosemeyer, a 1 minuto di distanza. Seaman, costretto a sgonfiare le gomme per mantenere il ritmo dello streamliner, ha logorato due battistrada e ha dovuto effettuare un pit stop.
Lang, nel frattempo, stava cercando di rallentare il ritmo.
Il quarto giro si è concluso in 4 minuti e 21 secondi, mentre il quinto con 4 secondi in più. Von Delius stava ancora cercando di inseguire il leader, mentre il compagno di squadra Hasse era comodamente terzo con Rosemeyer quarto e Seaman che lo raggiungeva rapidamente.
Lang ha completato il sesto e settimo giro in 4 minuti e 28 secondi, mantenendo un vantaggio di 6 secondi, e ha facilmente resistito all'ultimo giro di von Delius conquistando la vittoria nella gara più veloce mai disputata finora. Negli ultimi tre giri, Rosemeyer e Seaman si sono dati battaglia per il quarto posto con la lotta che si è decisa quando Seaman ha nuovamente disintegrato le gomme.
Lang, al contrario, è stato fortunato: la sua Mercedes, infatti, possedeva un cambio di ultima generazione, senza saldature, permettendo di dividere equamente gli ingenti premi in denaro tra i piloti del suo team (una consuetudine per i piloti Mercedes). Completamente oleato a causa del motore rotto, Rosemeyer dovette essere tirato fuori dall'auto con sua moglie Elly Beinhorn che gli ha lavato subito la tuta e la camicia con la benzina per far sembrare Bernd almeno decente. Nel frattempo Tazio Nuvolari, ospite ai box dell'Auto Union, ha scattato foto con la sua macchina fotografica dell'amico Bernd completamente in mutande: è stata la gara più veloce di sempre ed è rimasta tale fino alla 500 Miglia di Monza 1958.

#### Risultati
Risultati finali della gara.
| Pos | Nº | Pilota                  | Costruttore   | Giri | Tempo/Ritiro | Griglia |
| --- | -- | ----------------------- | ------------- | ---- | ------------ | ------- |
| 1   | 37 | Hermann Lang            | Mercedes-Benz | 8    | 35'30"2      | 3       |
| 2   | 32 | Ernst von Delius        | Auto Union    | 8    | +2"0         | 6       |
| 3   | 34 | Rudolf Hasse            | Auto Union    | 8    | +36"0        | 5       |
| 4   | 31 | Bernd Rosemeyer         | Auto Union    | 8    | +1'06"8      | 4       |
| 5   | 38 | Richard Seaman          | Mercedes-Benz | 8    | +1'20"0      | 7       |
| 6   | 47 | László Hartmann         | Maserati      | 6    | +2 giri      | 8       |
| Rit | 35 | Rudolf Caracciola       | Mercedes-Benz | 3    | Cambio       | 2       |
| Rit | 36 | Manfred von Brauchitsch | Mercedes-Benz | 0    | Cambio       | 1       |

## Voiturette 1500
L'Avusrennen per vetturette 1937 è stata l'ottava prova non valida per la 1937 del Campionato europeo di automobilismo e sesta ed ultima edizione dell'Avusrennen per vetturette con cilindrata massima di 1500 cm³. La gara si è corsa il 30 maggio 1937 sull'AVUS, ed è stata vinta dal britannico Charles Martin su ERA, al suo primo successo nella competizione; Martin ha preceduto all'arrivo l'italiano Luigi Platé su Maserati e il connazionale Edoardo Teagno, anche lui su Maserati.

## Vigilia

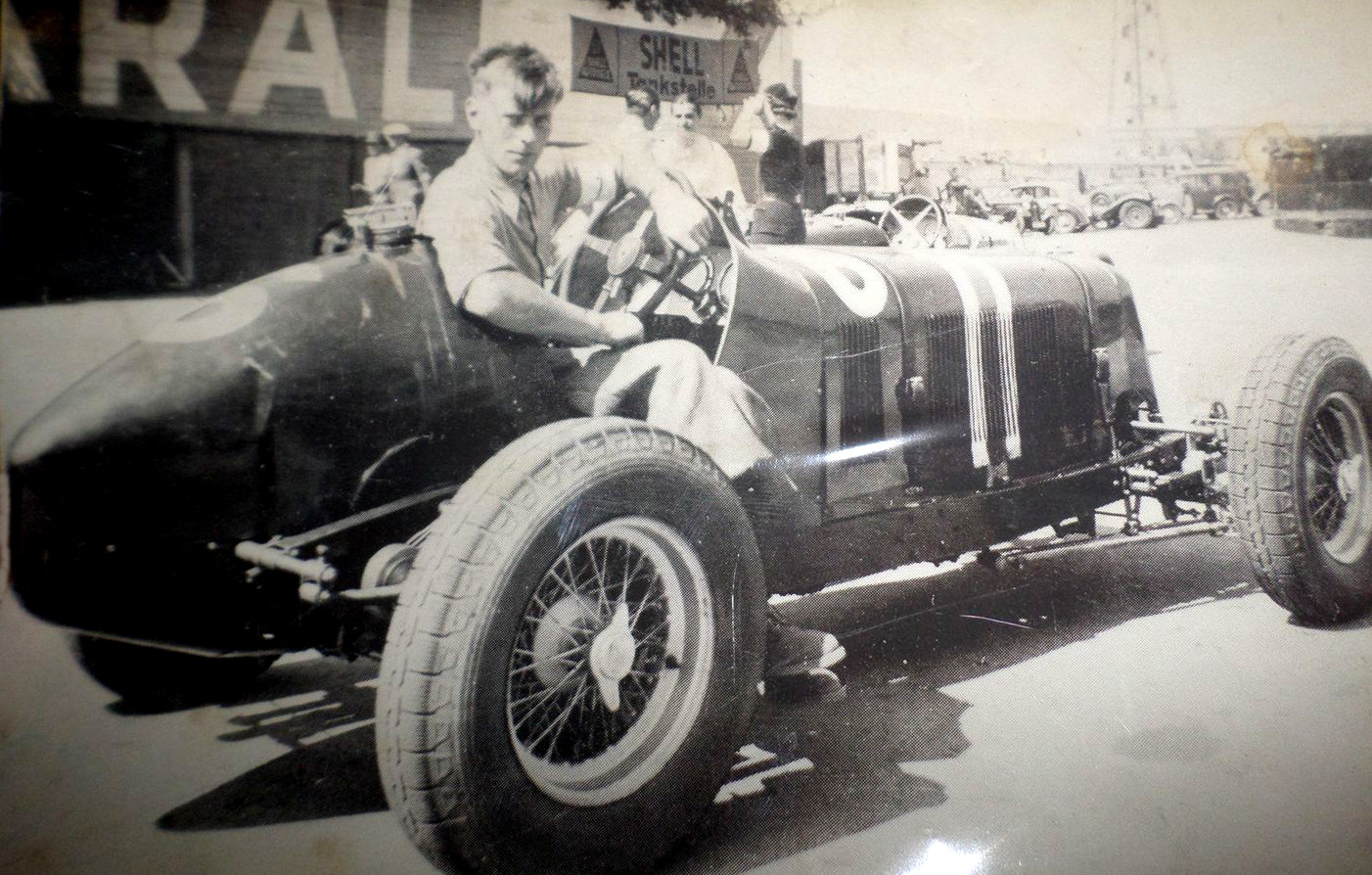
Eugen Bjørnstad sulla ERA A prima della gara

Nel 1936 non si è svolta nessuna gara all'AVUS, ma nel 1937 l'evento è tornato sul circuito ricostruito (vedere il resoconto principale della gara per maggiori dettagli).
Non ci sono state vetture ufficiali iscritte alla gara AVUS Voiturette 1500, quindi la gara è diventata una lotta tra piloti privati ERA e Maserati, ma l'elenco iscritti è comunque interessante. Il favorito era il norvegese Eugene Bjørnstad con la sua ERA R1A rossa con le sue tipiche linee bianco-blu sul cofano, mentre Charles Martin ha iscritto una ERA R3A verde scuro che aveva appena acquistato da Norman Black. Per quanto riguarda le iscrizioni Maserati, le informazioni differiscono come al solito, ma osservando l'aspetto delle auto dalle foto si può notare che la vettura argentata di Gollin, così come quelle di Cortese e Teagno, erano delle 6CM, mentre la vettura bianco-rossa di Basadonna e quella di Platé erano delle tipiche 4CM. L'auto di Uboldi ha un aspetto diverso, probabilmente si trattava una 4CM con radiatore ricostruito. Hug, in coppia con Basadonna nella Ecurie Helvetia, ha corso con una Bugatti bianco-rossa, mentre la Bugatti della Süddeutsche Renngemeinschaft di Troeltsch era color argento. Infine, il conte Castelbarco ha corso con una delle Talbot GP del 1926 ricostruite da Luigi Platé, nota anche come "Platé Special".

### Elenco iscritti
| Scuderia                     | Costruttore | Telaio       | Motore                       | Gomme | Nº             | Piloti                   |
| ---------------------------- | ----------- | ------------ | ---------------------------- | ----- | -------------- | ------------------------ |
| Süddeutsche Renngemeinschaft | Bugatti     | Bugatti T51A | Bugatti 1.5L I8 Compressore  |       | 1              | Ernst Dietrich Troeltsch |
| Süddeutsche Renngemeinschaft | Maserati    | Maserati 4CS | Maserati 1.5L I4 Compressore | 2     | Hans Kessler   |                          |
| Süddeutsche Renngemeinschaft | Maserati    | Maserati 6CM | Maserati 1.5L I6 Compressore | 9     | Fritz Gollin   |                          |
| A. Conan Doyle               | Delage      | Delage GP    | Delage 1.5L I8 Compressore   |       | 3              | Adrian Conan Doyle       |
| Ecurie Helvetia              | Maserati    | Maserati 4CM | Maserati 1.5L I4 Compressore |       | 4              | Ciro Basadonna           |
| Ecurie Helvetia              | Maserati    | Maserati 6CM | Maserati 1.5L I6 Compressore | 16    | Luciano Uboldi |                          |
| Ecurie Helvetia              | Bugatti     | Bugatti T51A | Bugatti 1.5L I8 Compressore  | 5     | Armand Hug     |                          |
| E. Bjørnstad                 | ERA         | ERA A        | ERA 1.5L I6 Compressore      |       | 6              | Eugen Bjørnstad          |
| Scuderia Ambrosiana          | Maserati    | Maserati 6CM | Maserati 1.5L I6 Compressore |       | 7              | Franco Cortese           |
| Scuderia Torino              | Maserati    | Maserati 6CM | Maserati 1.5L I6 Compressore |       | 8              | Piero Dusio              |
| B. Kohlrausch                | MG          | MG C         | MG Compressore               |       | 10             | Bobby Kohlrausch         |
| G. Macher                    | Zoller      | Zoller       | Zoller 1.5L 12 Compressore   |       | 11             | Gerhard Macher           |
| C. Martin                    | ERA         | ERA A        | ERA 1.5L I6 Compressore      |       | 12             | Charles Martin           |
| L. Castelbarco               | Maserati    | Maserati 4CM | Maserati 1.5L I4 Compressore |       | 14             | Luigi Platé              |
| R. Sommer                    | Maserati    | Maserati 4CM | Maserati 1.5L I4 Compressore |       | 15             | Raymond Sommer           |
| E. Teagno                    | Maserati    | Maserati 6CM | Maserati 1.5L I6 Compressore |       | 17             | Edoardo Teagno           |
| L. Platé                     | Talbot      | Talbot 700   | Talbot 1.5L I8 Compressore   |       | 18             | Conte Luigi Castelbarco  |

## Qualifiche

### Resoconto
Le qualifiche libere si sono svolte tra mercoledì e sabato. Il più veloce è stato Martin con la sua nuova ERA, con un tempo di circa 5 minuti e 50,3 secondi, seguito da Teagno.

### Risultati
Nella sessione di qualifica si è avuta questa situazione:
| Pos | Nº | Pilota                   | Costruttore | Tempo  | Griglia |
| --- | -- | ------------------------ | ----------- | ------ | ------- |
| 1   | 12 | Charles Martin           | ERA         | 5'50"3 | 1       |
| 2   | 17 | Edoardo Teagno           | Maserati    | ?      | 2       |
| 3   | 9  | Fritz Gollin             | Maserati    | ?      | 3       |
| 4   | 18 | Luigi Castelbarco        | Talbot      | ?      | 4       |
| 5   | 6  | Eugen Bjørnstad          | ERA         | ?      | 5       |
| 6   | 5  | Armand Hug               | Bugatti     | ?      | 6       |
| 7   | 7  | Franco Cortese           | Maserati    | ?      | 7       |
| 8   | 14 | Luigi Platé              | Maserati    | ?      | 8       |
| 9   | 16 | Luciano Uboldi           | Maserati    | ?      | 9       |
| 10  | 4  | Ciro Basadonna           | Maserati    | ?      | 10      |
| 11  | 1  | Ernst Dietrich Troeltsch | Bugatti     | ?      | 11      |

### Gara
Posizionamento dei piloti alla partenza della gara.
| Prima fila   | 2 Pos.                   | 1 Pos.                           |
| ------------ | ------------------------ | -------------------------------- |
|              | Edoardo Teagno Maserati  | Charles Martin ERA               |
| Seconda fila | 4 Pos.                   | 3 Pos.                           |
|              | Luigi Castelbarco Talbot | Fritz Gollin Maserati            |
| Terza fila   | 6 Pos.                   | 5 Pos.                           |
|              | Armand Hug Bugatti       | Eugen Bjørnstad ERA              |
| Quarta fila  | 8 Pos.                   | 7 Pos.                           |
|              | Luigi Platé Maserati     | Franco Cortese Maserati          |
| Quinta fila  | 10 Pos.                  | 9 Pos.                           |
|              | Ciro Basadonna Maserati  | Luciano Uboldi Maserati          |
| Sesta fila   |                          | 11 Pos.                          |
|              |                          | Ernst Dietrich Troeltsch Bugatti |

### Resoconto
Si stima che all'evento abbiano partecipato 380.000 spettatori, infatti le tribune erano gremite e c'era una folla enorme a bordo pista, all'esterno e nell'interno, soprattutto vicino al Nordschleife. L'evento è iniziato con le gare di moto 350cc e 250cc, seguite dalle gare di vetturette. Le auto si sono schierate a due a due sulla griglia di partenza per le 13:45.
Quando il semaforo rosso è diventato giallo e poi verde, Teagno parte per primo, seguito da Martin che prende immediatamente il comando e, al ritorno delle vetture sei minuti dopo, ha già accumulato un distacco di 400 metri e la sua ERA verde scuro ha aggirato il "muro della morte" lanciandosi verso il giro successivo, prima che Cortese, secondo, apparisse in vista. Lo seguiva da vicino Bjørnstad in terza posizione e dietro di lui Platé, Uboldi, Teagno, Hug, Troeltsch, Basadonna e Gollin. Invece, la Talbot di Castelbarco è già fuori gara perché il motore si rifiutava di avviarsi.
Al secondo giro Bjørnstad, che stava guidando a tutto gas, supera Cortese per il secondo posto e inizia ad avvicinarsi al britannico Martin mentre, più indietro, Teagno supera Uboldi per la quinta posizione.
Martin aveva poca esperienza con l'ERA, ma aveva esperienza di gare a Brooklands e aveva scelto pneumatici da pista speciali rispetto alla maggior parte degli altri concorrenti, incluso il pilota norvegese, che utilizzavano normali pneumatici da corsa su strada. Al terzo giro, Bjørnstad si è fermato ai box di riserva all'estremità sud del tracciato con la gomma posteriore destra a pezzi ritornando in gara in ottava posizione. Troeltsch si era, intanto, ritirato con la sua Bugatti dopo due giri e al giro successivo il distacco tra Martin e Cortese, quest'ultimo in testa alla gara, era di 8 secondi: infatti, l'ERA era più veloce sui rettilinei, mentre la Maserati a sospensioni indipendenti dominava nelle due curve dell'AVUS.
Il duello, ora per la quarta posizione, tra Teagno e Uboldi è continuato a causa della foratura di Bjørnstad con lo svizzero che al quarto giro ha avuto la meglio nella lotta.
L'ordine di gara era il seguente: Martin, Cortese, Platé, Uboldi, Teagno, Hug, Basadonna, Bjørnstad e Gollin con quest'ultimo che si è ritirato dopo il quarto giro.
L'italiano Cortese è riuscito ad accorciare il distacco da Martin, che stava cercando di risparmiare le gomme, e dopo cinque giri le due vetture erano separate di solo un secondo. Al sesto giro, Bjørnstad ha forato un'altra gomma mentre il pilota britannico ha ripreso il largo e, nonostante Cortese avesse completato un giro da 5'55", il distacco è giunto a quattro secondi all'uscita per l'ultimo giro.
Nella Südschleife, le gomme usurate di Cortese non hanno retto più: una di esse, ad un certo punto, è scoppiata e Cortese è andato in testacoda, finendo per cadere dalla vettura.
Alla fine, Martin taglia il traguardo con mezzo giro di vantaggio su Platé, che ora è secondo con la sua 4 cilindri. Teagno è arrivato terzo dopo essere andato in testacoda nella Südschleife mentre Uboldi arriva quarto. Hug è quinto, Basadonna sesto e Bjørnstad è riuscito a rientrare in qualche modo, settimo ed ultimo classificato. A proposito del norvegese, la sua tecnica di guida sul ghiaccio e le gomme da corsa su strada non si sono rivelate una combinazione vincente sul circuito sopraelevato con pavimentazione in mattoni dell'AVUS.
Ancora seduto in macchina, Martin ha ricevuto un'enorme corona d'alloro dal NSKK-Korpsführer Hühnlein e, secondo la rivista britannica di automobilismo "The Autocar", Martin era profondamente emozionato per l'evento, evento che avrebbe segnato il momento clou della sua carriera agonistica, acclamato da 380.000 spettatori. Come miglior non tedesco del weekend, Martin ha potuto anche portare a casa un enorme trofeo extra, consegnatogli da Joseph Goebbels. Per la cronaca, quella sarebbe stata l'ultima gara di vetturette in Germania prima della guerra: da quel momento in poi, gli organizzatori furono incoraggiati a promuovere gare solo nelle categorie GP e Sport.

#### Risultati
Risultati finali della gara.
| Pos | Nº | Pilota                   | Costruttore | Giri | Tempo/Ritiro       | Griglia |
| --- | -- | ------------------------ | ----------- | ---- | ------------------ | ------- |
| 1   | 12 | Charles Martin           | ERA         | 7    | 42'13"0            | 1       |
| 2   | 14 | Luigi Platé              | Maserati    | 7    | +3'52"4            | 8       |
| 3   | 17 | Edoardo Teagno           | Maserati    | 7    | +4'17"2            | 2       |
| 4   | 16 | Luciano Uboldi           | Maserati    | 7    | +3'34"8            | 9       |
| 5   | 5  | Armand Hug               | Bugatti     | 7    | +5'02"2            | 6       |
| 6   | 4  | Ciro Basadonna           | Maserati    | 6    | +1 giro            | 10      |
| 7   | 6  | Eugen Bjørnstad          | ERA         | 6    | +1 giro            | 5       |
| NC  | 7  | Franco Cortese           | Maserati    | 6    | Incidente          | 7       |
| Rit | 9  | Fritz Gollin             | Maserati    | 4    |                    | 3       |
| Rit | 1  | Ernst Dietrich Troeltsch | Bugatti     | 2    |                    | 11      |
| Rit | 18 | Luigi Castelbarco        | Talbot      | 0    | Problema meccanico | 4       |
| NP  | 11 | Gerhard Macher           | Zoller      | 0    | Non è partito      | -       |
| NA  | 2  | Hans Kessler             | Maserati    | 0    | Non è arrivato     | -       |
| NA  | 3  | Adrian Conan Doyle       | Delage      | 0    | Non è arrivato     | -       |
| NA  | 8  | Piero Dusio              | Maserati    | 0    | Non è arrivato     | -       |
| NA  | 10 | Bobby Kohlrausch         | MG          | 0    | Non è arrivato     | -       |
| NA  | 15 | Raymond Sommer           | Maserati    | 0    | Non è arrivato     | -       |